# Dominion: Prequel to the Exorcist
Dominion: Prequel to the Exorcist is een Amerikaanse horrorfilm uit 2005 onder regie van Paul Schrader. Het is het vijfde deel in de Excorcist-filmserie. De film is een prequel op de originele film.

## Verhaal
Priester Lankester Merrin valt van zijn geloof nadat hij tijdens de Tweede Wereldoorlog wordt gedwongen om deel te nemen aan willekeurige executies. Hij begint daarom een tweede leven als archeoloog. Als zodanig is hij in 1947 betrokken bij een opgraving van een kerk in Kenia. Deze blijkt gebouwd om een ondergrondse tempel af te sluiten. Hierin vinden hij, zijn vertaler Chuma en priester Francis een beeldje van een demonische afgod.

## Rolverdeling
| Acteur            | Personage                 | Opmerking          |
| ----------------- | ------------------------- | ------------------ |
| Stellan Skarsgård | Priester Lankester Merrin |                    |
| Gabriel Mann      | Priester Francis          |                    |
| Clara Bellar      | Rachel Lesno              |                    |
| Billy Crawford    | Cheche                    |                    |
| Mary Beth Hurt    | Bezeten Cheche            | Stemrol, onvermeld |
| Julian Wadham     | Majoor Granville          |                    |
| Ralph Brown       | Sergeant-majoor Harris    |                    |
| Israel Aduramo    | Jomo                      |                    |
| Andrew French     | Chuma                     |                    |
| Eddie Osei        | Emekwi                    |                    |
| Antonie Kamerling | Luitenant Kessel          |                    |
| Ilario Bisi-Pedro | Sebituana                 |                    |
| Burt Caesar       | Dr. Lamu                  |                    |
| Marcello Santoni  | Nederlandse boer          |                    |
| Griet van Damme   | Nederlands tienermeisje   |                    |
| Evelyn Duah       | Mara                      |                    |
| Rick Warden       | Korporaal Williams        |                    |

## Achtergrond
Nadat regisseur Schrader Dominion: Prequel to the Exorcist had gemaakt, was producent Morgan Creek zo ontevreden dat hij niet werd uitgebracht. In plaats daarvan kreeg regisseur Renny Harlin de opdracht om een groot deel van de film opnieuw op te nemen. Dit resulteerde in Exorcist: The Beginning, die uitkwam in 2004. Nadat die film flopte, mocht Schrader alsnog Dominion afmaken en uitbrengen. Door deze achtergrond bestaan beide films uit hoofdzakelijk dezelfde cast en hoofdlijnen.